# Кит, Григорий Семёнович
Григорий Семёнович Кит (укр. Кіт Григорій Семенович, 5 марта 1930, Николаев — 11 декабря 2020, Львов) — советский и украинский учёный в области механики, член-корреспондент АН УССР/НАНУ (1990).

## Биография
В 1953 году окончил физико-математический факультет Львовского государственного университета им. Ивана Франко (специальность механика). В том же году поступил в аспирантуру при университете. Занимался исследованием напряженного состояния призматических стержней произвольного односвязного профиля под руководством профессора М. Я. Леонова, по результатам которых написал кандидатскую диссертацию (1960).
В 1956 начал научную карьеру младшим научным сотрудником в Институте машиноведения и автоматики АН Украинской ССР.
В течение 1959—1964 годов — ученый секретарь этого института.
До 1972 года работает старшим научным сотрудником.
С 1973 по 1978 — старший научный сотрудник Львовского филиала математической физики Института математики АН Украинской ССР. Доктор физико-математических наук (1979)
С 1978 по 1990 — заместитель директора Института по научной работе.
В течение 1990—2003 годов — директор этого института.
С 1980 по 2010 год заведовал отделом математических методов механики разрушения и контактных явлений.
С 2010 года — главный научный сотрудник отдела вычислительной механики деформируемых систем.

## Научные интересы
Теория упругости. Физико-механические процессы и контактные явления в однородных телах и композиционных структурах с
трещинами и тонкостенными включениями